# 1913-as argentin labdarúgó-bajnokság (első osztály)
Az 1913-as Primera División volt a 22. alkalommal megrendezett, legmagasabb szintű labdarúgó-bajnokság Argentínában.
A bajnokság két csoportból állt, az első csoport győztese a Racing Club, míg a másodiké az Estudiantes (LP) csapata, mindkét klub a bajnokság történetében először nyert trófeát.

## Asociación Argentina de Football – Copa Campeonato (1. csoport)
| Hely. | Csapat                  | M  | Gy | D | V  | G+ | G– | Gk  | P  | Továbbjutás vagy kiesés |
| ----- | ----------------------- | -- | -- | - | -- | -- | -- | --- | -- | ----------------------- |
| 1.    | Racing Club (B)         | 14 | 12 | 0 | 2  | 41 | 5  | +36 | 24 | Rájátszás               |
| 2.    | San Isidro              | 14 | 11 | 2 | 1  | 44 | 8  | +36 | 24 | Rájátszás               |
| 3.    | River Plate             | 14 | 10 | 4 | 0  | 30 | 7  | +23 | 24 |                         |
| 4.    | Belgrano                | 14 | 8  | 2 | 4  | 34 | 16 | +18 | 18 |                         |
| 5.    | Boca Juniors (F)        | 14 | 8  | 2 | 4  | 29 | 16 | +13 | 18 |                         |
| 6.    | Platense (F)            | 14 | 8  | 2 | 4  | 36 | 25 | +11 | 18 |                         |
| 7.    | Quilmes                 | 14 | 8  | 2 | 4  | 29 | 21 | +8  | 18 |                         |
| 8.    | Estudiantes (BA)        | 14 | 6  | 1 | 7  | 26 | 23 | +3  | 13 |                         |
| 9.    | Estudiantil Porteño (F) | 14 | 5  | 3 | 6  | 32 | 33 | −1  | 13 |                         |
| 10.   | Banfield (F)            | 14 | 5  | 3 | 6  | 23 | 31 | −8  | 13 |                         |
| 11.   | Comercio (F)            | 14 | 4  | 2 | 8  | 26 | 34 | −8  | 10 |                         |
| 12.   | Ferro Carril Oeste (F)  | 14 | 1  | 4 | 9  | 16 | 31 | −15 | 6  |                         |
| 13.   | Ferrocarril Sud (F)     | 14 | 1  | 2 | 11 | 17 | 51 | −34 | 4  |                         |
| 14.   | Olivos (F, K)           | 14 | 1  | 2 | 11 | 10 | 49 | −39 | 4  | Kiesett                 |
| 15.   | Riachuelo (F, K)        | 14 | 0  | 3 | 11 | 8  | 51 | −43 | 3  | Kiesett                 |

### Rájátszás
| Dátum        | 1. csapat   | Eredmény | 2. csapat  | Helyszín                          |
| ------------ | ----------- | -------- | ---------- | --------------------------------- |
| december 28. | Racing Club | 2–0      | San Isidro | Estadio Racing Club, Buenos Aires |

| 1913. december 28. |

| Racing Club   | 2–0 | San Isidro |
| ------------- | --- | ---------- |
| Ohaco 11' 70' |     |            |

| Estadio Racing Club, Buenos Aires Nézőszám: 9 000 Játékvezető: Héctor Alfano |

A Racing Club nyerte a bajnokságot.

## Federación Argentina de Football (2. csoport)
| Hely. | Csapat                      | M  | Gy | D | V  | G+ | G– | Gk  | P  | Továbbjutás vagy kiesés |
| ----- | --------------------------- | -- | -- | - | -- | -- | -- | --- | -- | ----------------------- |
| 1.    | Estudiantes (LP) (B)        | 18 | 14 | 3 | 1  | 64 | 16 | +48 | 31 | Bajnokcsapat            |
| 2.    | Gimnasia y Esgrima (BA)     | 18 | 11 | 6 | 1  | 49 | 19 | +30 | 28 |                         |
| 3.    | Argentino (Q)               | 18 | 12 | 3 | 3  | 38 | 21 | +17 | 27 |                         |
| 4.    | Kimberley                   | 18 | 9  | 3 | 6  | 34 | 31 | +3  | 21 |                         |
| 5.    | Independiente               | 18 | 7  | 5 | 6  | 39 | 33 | +6  | 19 |                         |
| 6.    | Hispano Argentino (F)       | 18 | 8  | 1 | 9  | 21 | 40 | −19 | 17 |                         |
| 7.    | Tigre (F)                   | 18 | 6  | 3 | 9  | 23 | 38 | −15 | 15 |                         |
| 8.    | Porteño                     | 18 | 4  | 4 | 10 | 26 | 32 | −6  | 12 |                         |
| 9.    | Atlanta                     | 18 | 3  | 2 | 13 | 33 | 57 | −24 | 8  |                         |
| 10.   | Sociedad Sportiva Argentina | 18 | 0  | 2 | 16 | 15 | 52 | −37 | 2  |                         |